# بانک تجارت و توسعه اکو
بانک تجارت و توسعهٔ اکو از بانک‌های بین‌المللی و زیرمجموعهٔ سازمان اکو است. این بانک در سال ۱۳۸۷ با سرمایهٔ ۶۰ میلیون واحد اکویی برابر با ۵/۸۷ میلیون دلار آغاز به کار کرد. مقر بانک در استانبول ترکیه است و در پایتخت کشورهای عضو اکو نیز دارای شعبه خواهد بود. بانک اکو برای کشورهای عضو تسهیلات مالی و اعتباری ارائه می‌دهد.
یکی از اهداف اصلی بانک تبدیل شدن به نهادی مهم برای بسیج منابع مالی در بازارهای بین‌المللی سرمایه به منظور تأمین نیازهای توسعه در منطقه است. 
از اکتبر 2023 محمدهاشم بت‌شکن از طرف ایران مدیرعامل این بانک است.